# لينا عطاالله
لينا عطا الله إعلامية وصحفية مصرية، هي المؤسس المشارك ورئيس تحرير صحيفة مدى مصر وهي صحيفة مصرية مستقلة على الإنترنت، وكانت تدير سابقًا تحرير صحيفة «إيجيبت إندبندنت» قبل إغلاقها في عام 2013. وهي ناشطة في مكافحة تقييد الصحافة الحرة. ووصفتها جريدة تايم الأمريكية بأنها «قائدة الجيل الجديد» وأطلقت عليها لقب «مكراكرز العالم العربي».

## التعليم
درست الصحافة في الجامعة الأمريكية بالقاهرة، وتعد أحد خريجي حركة الكلية العالمية المتحدة. درست في كلية العالم الأدرياتيكي المتحدة في دوينو إيطاليا.

## عملها في الصحافة
ساهمت في تغطية العديد من الأحداث البارزة في مصر منذ الثورة المصرية عام 2011، نشرت مقالات في المصري اليوم خلال عامي 2010 و2011، وكايرو تايمز، وذا ديلي ستار اللبنانية، وكريستيان ساينس مونيتور الأمريكية، ووكالة أنباء طومسون رويترز الأمريكية. عملت كمنتجة إذاعية ومنسقة حملات ل«بي بي سي ميديا أكشن» في عام 2005.
كانت مدير تحرير جريدة «إيجيبت إندبندنت» قبل إغلاق نسختها المطبوعة عام 2013، وهي مؤسس مشارك وأول رئيس تحرير لمدى مصر وهي صحيفة مصرية مستقلة على الإنترنت.

## الاعتقالات
كانت من بين الصحفيين الذين تعرضوا للهجوم من قبل قوات الأمن أثناء تغطية مظاهرة في القاهرة في عام 2011.
في 4 نوفمبر 2011 ألقت القوات الإسرائيلية القبض عليها عندما شاركت في قافلة أمواج الحرية التي انطلقت نفس اليوم، حاملة المساعدات الطبية إلى قطاع غزة المحاصر، ولكنها عادت إلى مصر بسلام يوم في 5 نوفمبر بعد الإفراج عنها.
وفي نوفمبر 2019 اعتقلتها أجهزة الأمن المصرية لفترة وجيزة بعد أن نشرت مدى مصر التي تشغل منصب رئيس تحريرها مقالة حول خطط لنقل ابن الرئيس عبد الفتاح السيسي محمود السيسي المنتدب من المخابرات الحربية إلى المخابرات العامة وتكليفه بمنصب دبلوماسي في موسكو ردًا على رؤية محمود الإعلامية لوسائل الإعلام التي لها تأثير سلبي على صورة الرئيس السيسي، كما تم اعتقال شادي زلط محرر مدى مصر لمدة يوم ونصف، وتمت مصادرة أجهزة الكمبيوتر المحمولة والهواتف من المكتب مع قطع الاتصالات لعدة ساعات من قبل قوات الأمن.
في 18 مايو 2020 تم اعتقال لينا عطالله خارج سجن طره في القاهرة أثناء مقابلة أخت الصحفي المحتجز علاء عبد الفتاح، ثم تم الإفراج عنها بكفالة بعد ساعات من اعتقالها.

## إنجازات
- عام 2006: المركز الأول ضمن جوائز راديو صناعة السلام في أفريقيا (بالإنجليزية: RFPA Award) عن عملها «أرسم على الأرض مكانك» مناصفة مع مشروع شريان الحياة لدارفور (بي بي سي).[17]
- عام 2015: صنفت ضمن قائمة أكثر 100 امرأة عربية تأثيراً على مستوى العالم من قبل مجلة أريبيان بزنس،[18][19]
- عام 2020: جائزة نايت للصحافة الدولية من المركز الدولي للصحفيين،[20][21]
- عام 2020: صنفتها مجلة التايم ضمن أكثر 100 شخص تأثيراً حول العالم في عام 2020.[22]

## أعمال أخرى
تم استضافتها عدة مرات كضيف ومتحدث رسمي، حيث تمت دعوتها لإلقاء خطبة يوم اليونسكو العالمي لحرية الصحافة، ومع مبادرة «ستوريفول» في أستراليا، ومنتدى الإعلام العربي، وملتقى شبكة أريج الثامن بعمان، ومجموعة من الأحداث الأخرى.
كما شاركت في تأسيس مبادرة التقنيين العرب عام 2013، والمشاركة في المساهمة البحثية في مركز إتاحة المعرفة من أجل التنمية بالجامعة الأمريكية في القاهرة.